# Rangenhof
Der Rangenhof ist ein isoliert liegender Ortsteil von Stedtfeld und gehört zur Stadt Eisenach im Wartburgkreis in Thüringen. Die Einwohnerzahl liegt unter 10 Bewohnern.

## Lage
Der Rangenhof befindet sich in Kammlage des Thüringer Waldes, als höchster Punkt gilt die Lerchenkuppe (394,2 m ü. NN).
Vom Beginn des Rennsteig-Wanderweges bei Hörschel liegt der Rangenhof 4,5 Kilometer entfernt. Die als Rodungsinsel im Wald gelegene Ortschaft verfügt über eine Herberge und beliebte Ausflugsgaststätte, jedoch nur über eine unbefestigte Zufahrtsstraße und ist in schneereichen Wintern daher nur schlecht zu erreichen. Der Rangenhof gehört historisch zu Stedtfeld, das etwa 3,5 Kilometer nordöstlich im Tal der Hörsel liegt. Eine öffentliche Straßenverbindung nach den Eisenacher Stadtteilen Stedtfeld, Neuenhof, Hörschel und Göringen existiert nicht, zum Stadtrand von Eisenach beträgt die Entfernung etwa 9 km Fahrstrecke (über den Gerstunger Ortsteil Clausberg). Die geographische Höhe des Ortes beträgt 370 m ü. NN.

## Geschichte

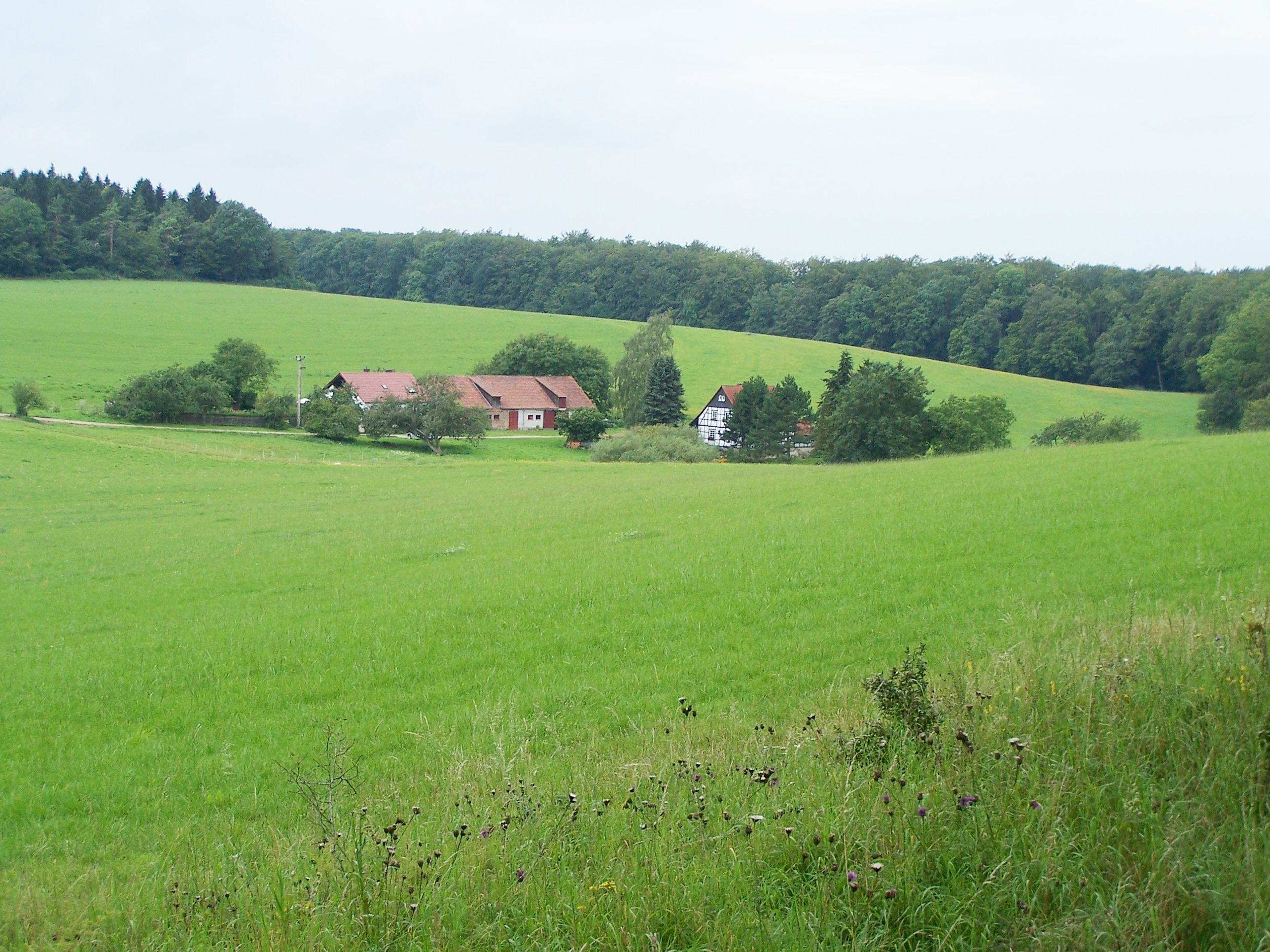
Der Rangenhof

Von Kaiser Heinrich II. wurde dem Kloster Fulda der Wildbann in dem thüringischen Gau und der Mark Lupenzo (um Großenlupnitz) zugeeignet. Innerhalb der Grenzen dieses Gebietes fällt auch das Gebiet um den Rangenhof. Noch um 1155 bis 1180, als das benachbarte Stedtfeld mit dem Bau einer ersten Burg an Bedeutung gewann, war das Gebiet im Besitz des Fuldaer Klosters. Nur fünf Kilometer nordwestlich vom Rangenhof befindet sich die Ruine Brandenburg, die zu diesem Zeitpunkt eine eigene Burggrafschaft aufweist.
Die im Hochmittelalter in der Landgrafschaft Thüringen als Teil des sogenannten Landesausbaus betriebenen Rodungen führten im Nahbereich von Stedtfeld, Eisenach und Oberellen zur Entstehung einiger isolierter Höfe und Kleinsiedlungen, zu ihnen zählen: Neuenhof, Hütschhof, Frommershof, Dachsberghof, Schnepfenhof, Ramsborn, Deubachshof und die Klause am Rennsteig (Clausberg). Die Mehrzahl dieser Höfe findet sich als weltliches Lehen im sogenannten „Frankensteiner Verkaufsbrief“ von 1330, in dem die verarmten Grafen von Frankenstein große Teile ihrer einstigen Besitzungen auch an den Landadel abtreten müssen. In Stedtfeld saß die landgräfliche Ministerialenfamilie der Hofmeister.  Die Hälfte des Ortes, welche Heinrich Hovemeister geerbt hatte, ging über dessen Tochter Adelheid 1420 an Hermann von Boyneburgk, welcher auch seines Schwiegervaters Anteile aufkaufte und 1454 von Hersfeld belehnt wurde

„… mit Schloss und Dorf Stedtfeld nebst den Höfen und Wüstungen Rangen (Rangenhof), Deubach (dieses hatte Hermann von Boyneburgk von Balthasar von Nesselröden wieder eingelöst), Neuendorf, Schnepfenthalshof (Schnepfenhof), mit allen ihren Gerichten und Rechten, geistlich und weltlich, oberst und niederst, mit Schenkstätten, Triften, Jagden, an Nutzen, Ehren, Freiheiten Würden und Gerechtigkeiten, sie seyen an Holz, Feld, Acker, Wiesen, Wasser Weiden, Teichen, Gruben (Bergwerken), und mit allen Gerechtigkeiten, so das Stift (Hersfeld) im Gericht Stedtfeld und den daran liegenden Dörfern gehabt hat.“

Die heutige isolierte Lage des Rangenhofes ist eine Folge der erst im 19. Jahrhundert veränderten Straßenführung. Ein tiefer Hohlweg über den Kellerberg gilt als Abschnitt der Via Regia, die hier am Rangenhof vorbeiziehende Altstraße nach Gerstungen und in den Säulingswald wurde durch das Geleit der Brandenburg geschützt.
Im 15. Jahrhundert begannen Bergleute ihre Suche nach abbauwürdigen Erzlagerstätten. Der Bergbau gewann für den Rangenhof bald eine hohe Bedeutung, nur 500 Meter östlich entstanden um 1500 ausgedehnte Bergbauanlagen. Die Bauern der umliegenden Höfe wurden zur Lebensmittelversorgung und dem Transport von Bauholz und der anfallenden Erzfuhren benötigt.
Der Bergbau fand überwiegend im Gebiet der Boyneburgker statt, die in Stedtfeld zwei Rittergüter  besaßen. Die Boyneburger erwarben auch die angrenzenden Höfe, um ihre Betriebskosten für den Bergbau zu senken, in diesem Zusammenhang wird der Rangenhof als ein Vorwerk des Stedtfelder Rittergutes betrachtet. Die wirtschaftliche Bedeutung des Bergbaus endet im 19. Jahrhundert.
Erst im späten 19. Jahrhundert wird auf der östlichen Talseite der Werra bei Göringen und Neuenhof mit dem Bau einer Chaussee begonnen. Zuvor mussten die Orte einen großen Umweg in Kauf nehmen, um ihre landwirtschaftlichen Produkte auf den Eisenacher Markt zu befördern. Der Bau der Straße entzieht dem Rangenhof die noch vorhandene Bedeutung als Straßenstation.
Nach dem Zweiten Weltkrieg wurden die Stedtfelder Rittergüter im Zuge der Bodenreform enteignet und fielen dem Land Thüringen zu.
Der Rangenhof war durch seine abgelegene Lage in Grenznähe besonders benachteiligt und erhielt auch bei der Zuteilung von Straßenbau-Mitteln keine Beachtung.